# Freisprecheinrichtung

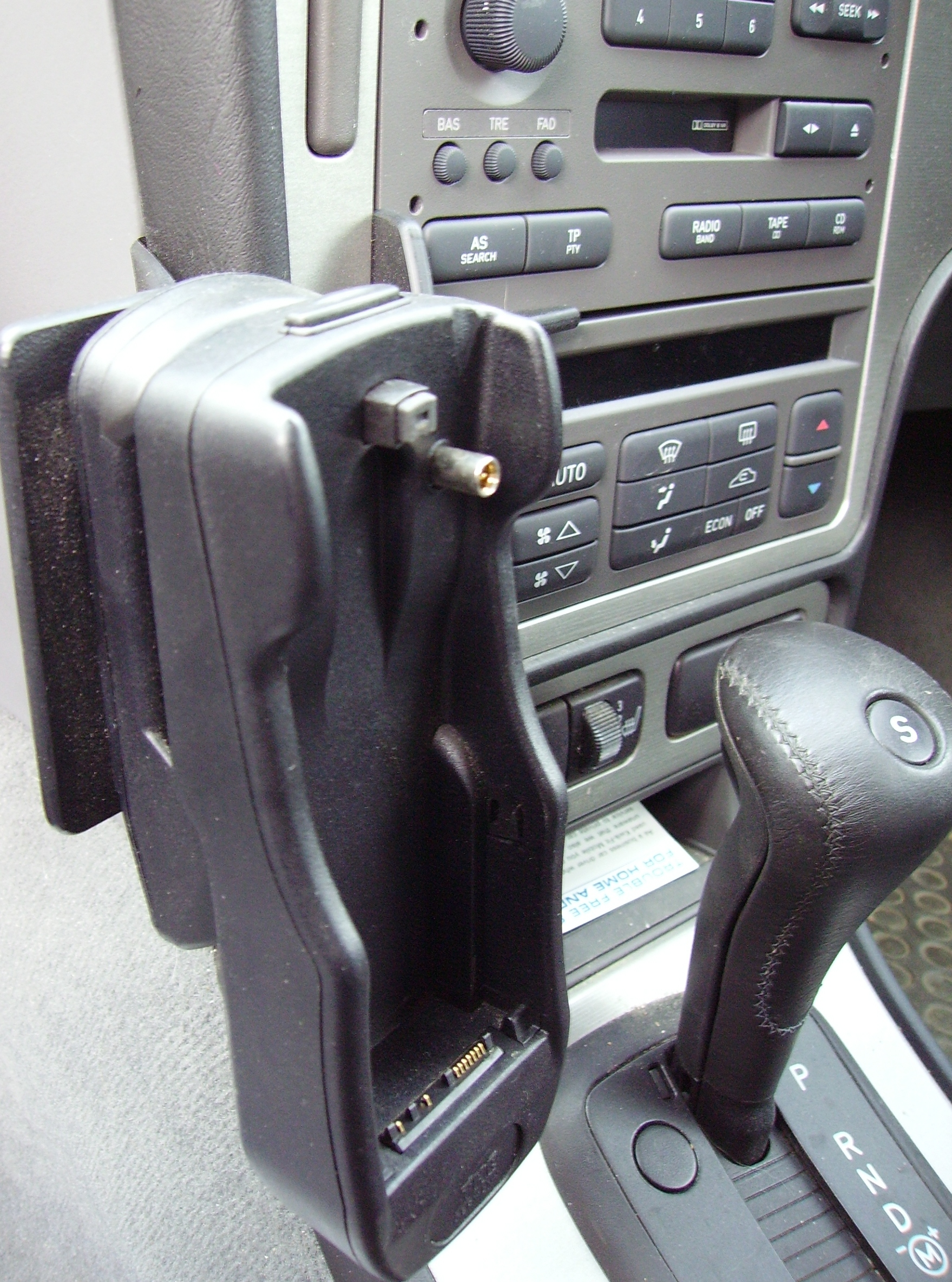
Halter für die Aufnahme des Mobiltelefons

Eine Freisprecheinrichtung, Freisprechanlage oder  FSE ist eine Kombination aus fest in einem Gerät (z. B. Mobiltelefon) oder Fahrzeug installiertem Lautsprecher und Mikrofon. Der Name leitet sich davon ab, dass weder Lautsprecher noch Mikrofon zum Ohr oder Mund geführt zu werden brauchen, die Hände also frei bleiben. Daher wird der Begriff fälschlicherweise auch für Mikrofon-Kopfhörer-Kombinationen, sogenannte Headsets, gebraucht.
Im Gegensatz zu Funkgeräten, welche FSE nur im Gegensprechbetrieb (halbduplex) nutzen, entstehen bei Telefongesprächen (im vollduplex) über FSE Rückkopplungen. Durch Rückkopplungsunterdrücker kann jedoch ohne die Abschottung des Hörers am Ohr und ohne Sprechtaste frei gesprochen werden.
Bei aufwendigeren FSE werden durch die Analyse der Signale mehrerer Mikrofone Umgebungsgeräusche unterdrückt. Dadurch wird auch in lauten Umgebungen Verständlichkeit gewährleistet und die Nutzung von Spracherkennung zur Steuerung von Geräten (z. B. Sprachwahl) zuverlässig ermöglicht.
Varianten
- im Telefon, als Alternative zum Hörer
- in Kraftfahrzeugen
- als Tür-Freisprecheinrichtung
- in Rufsäulen

## Freisprecheinrichtung in Kraftfahrzeugen

### Gesetzliche Vorgaben

#### Deutschland
Seit Anfang 2001 sind in Deutschland beim Telefonieren KFZ-Freisprecheinrichtungen in Personenkraftwagen nach § 23 Abs. 1a StVO (D) zwingend erforderlich, solange der Motor des Fahrzeuges läuft bzw. dieses nicht stillsteht; die Vorgabe gilt grundsätzlich für alle Fahrzeugführer, also auch Radfahrer. Nach § 23 Abs. 1b Satz 2 gilt das ausdrücklich auch für Fahrzeuge mit Stopp-Start-System. Bis zum 19. Oktober 2017 waren sie von dem Verbot nach § 23 StVO nicht betroffen, entschied das Oberlandesgericht Hamm.

#### Österreich
Seit 1. Juli 1999 ist für den Lenker in Österreich die Verwendung einer Freisprecheinrichtung beim Telefonieren während des Fahrens vorgeschrieben. Die entsprechenden Bestimmungen finden sich in § 102 Abs. 3 Sätze 5 bis 7 des Kraftfahrgesetzes (KFG). Überdies verbietet § 58 Abs. 1 der österreichischen StVO implizit das Lenken eines Fahrzeuges, wenn der Lenker vom Verkehrsgeschehen abgelenkt ist. Für Zwecke eines entsprechenden Verwaltungsstrafverfahrens dürfen seit 2017 auch mittels Rotlichtüberwachung ermittelte Daten verwendet werden (§ 98g StVO 1960).

### Untersuchungen
Im September 2004 wurde in einer Studie des nationalen schwedischen Forschungsinstituts für Straßen und Verkehr (VTI) dargelegt, dass diese Geräte die Sicherheit im Straßenverkehr nicht erhöhen, da die Aufmerksamkeit bereits durch das Telefonieren an sich abgelenkt werde.
Im Jahr 2005 haben erneut mehrere Untersuchungen nachgewiesen, dass Freisprecheinrichtungen das durch das Telefonieren verursachte Unfallrisiko nicht senken. Eine australische Untersuchung kam sogar zu dem Ergebnis, dass Freisprecheinrichtungen Autofahrer zu häufigeren und längeren Telefongesprächen während der Fahrt verführen und deshalb das Unfallrisiko sogar erhöhen.

### Technik

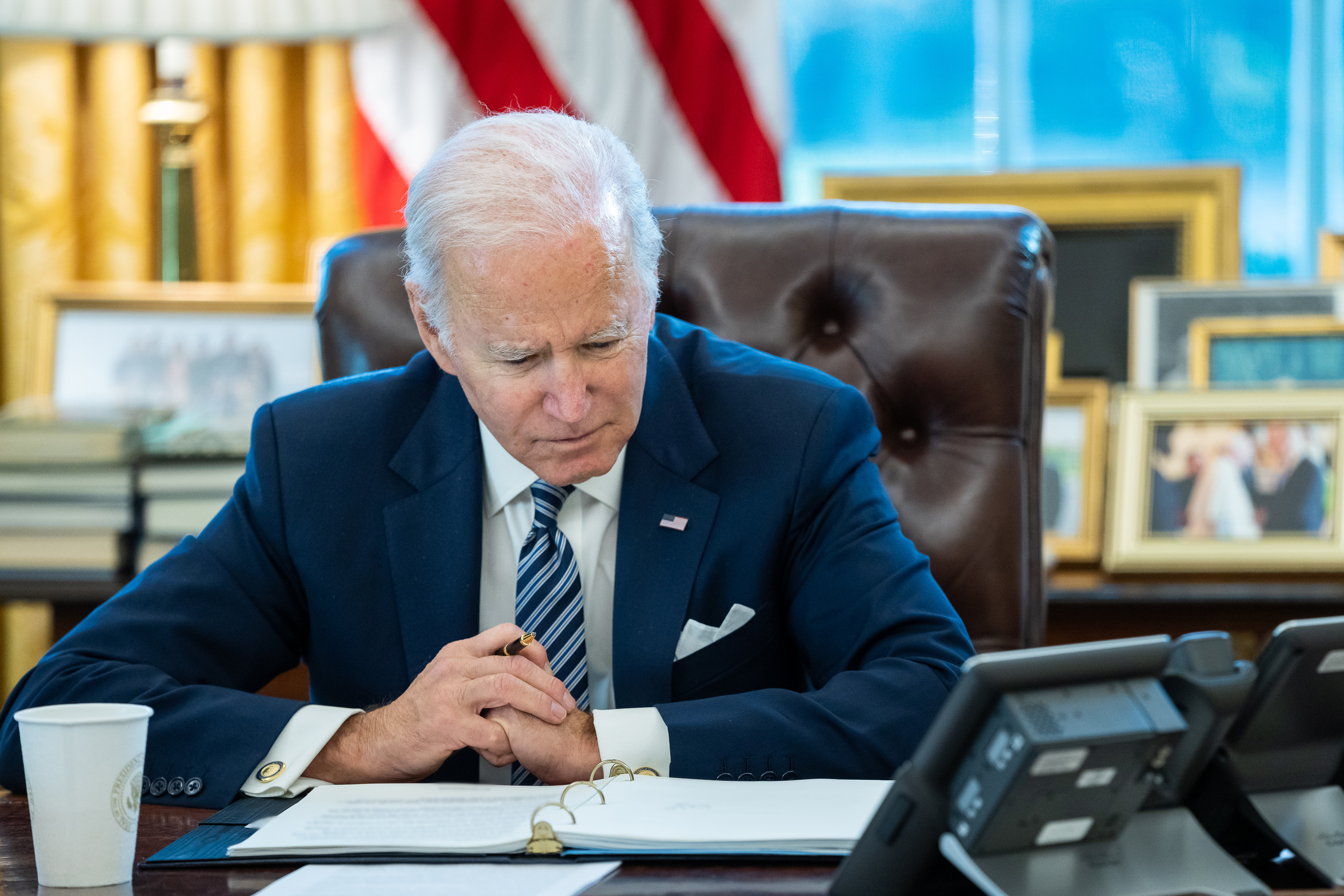
US-Präsident Joe Biden bei einem Telefongespräch zum Amtsantritt von Bundeskanzler Olaf Scholz per Freisprecheinrichtung (2021)

Man unterscheidet bei Freisprechanlagen im Wesentlichen zwischen „Plug and Play“- und Festeinbaulösungen. Im Gegensatz zu fest eingebauten Freisprechanlagen werden „Plug and Play“-Anlagen in den Zigarettenanzünder des Fahrzeuges eingesteckt und dann mit dem Mobiltelefon verbunden. Mikrofon und Lautsprecher sind häufig im Gerät integriert.
In beiden Fällen ist die Bedienung entweder über das Mobiltelefon selbst, über die Freisprechanlage, oder – bei der Festeinbaulösung – über Lenkradtasten möglich.
Ein weiterer Unterschied ist die Anbindung an das Mobiltelefon: Man unterscheidet haltergebundene und halterlose Lösungen. Im ersten Fall wird das Mobiltelefon in einen Halter gesteckt, der für jeden Typ unterschiedlich ist.
Der heutige Trend geht in Richtung halterlose Lösungen. Hierbei kommuniziert das Mobiltelefon mit der Freisprechanlage meist drahtlos über Bluetooth. Das Mobiltelefon kann sich dabei irgendwo im Fahrzeug befinden, z. B. in der Manteltasche oder auch im Kofferraum. So entfallen lästige Kabel; allerdings ist auch kein automatisches Nachladen des Telefonakkus möglich. Immer mehr an Bedeutung gewinnt hier das SIM Access Profile (SAP), auch rSAP genannt, das gegenüber dem Hands-Free-Profile deutliche Vorteile bietet, wie z. B. die Nutzung der Außenantenne des Fahrzeugs. Neue Entwicklungen werden sogar gestatten, Musik vom Mobiltelefon oder Navigationsanweisungen einer dort installierten Navigationssoftware über die Fahrzeuglautsprecher auszugeben.